# Тукаево (озеро)
Тукаево (каз. Тукаево) — солёное озеро в Жамбылском районе Северо-Казахстанской области Казахстана. Находится в 4 км к югу от села Святодуховка.
По данным топографической съёмки 1940-х годов, площадь поверхности озера составляет 1,75 км². Наибольшая длина озера — 1,6 км, наибольшая ширина — 1,4 км. Длина береговой линии составляет 4,8 км, развитие береговой линии — 1,01. Озеро расположено на высоте 144 м над уровнем моря.